# Mary Dyer
Mary Barrett Dyer  (1611-1660) va ser una quàquera anglesa que hom considera la darrera víctima mortal per motius religiosos a l'Amèrica del Nord.
Expulsada de la colònia de Massachusetts el 1638 passà a Rhode Island i després retornà a Anglaterra on s'uní als quàquers. Tornà a Rhode Island el 1657 i l'any següent protestà a Boston per la nova llei que bandejava el quaquerisme. Va ser arrestada i expulsada de la colònia. Va predicar la seva fe per Nova Anglaterra i, novament arrestada, va ser sentenciada a mort i, en no retractar-se, va ser executada a la forca.